# کارول هایمن
کارول هایمن (انگلیسی: Carole Hayman) یک روزنامه‌نگار، نویسنده و رمان‌نویس اهل بریتانیا است.
از فیلم‌ها یا برنامه‌های تلویزیونی که وی در آن نقش داشته‌است می‌توان به بانو جین و مجموعه تلویزیونی پوآرو اشاره کرد.